# Les Belleville
Les Belleville è un comune francese del dipartimento della Savoia della regione dell'Alvernia-Rodano-Alpi.
È stato creato il 1º gennaio 2016 dalla fusione dei preesistenti comuni di Saint-Martin-de-Belleville e Villarlurin.
Il 1º gennaio 2019 anche il comune di Saint-Jean-de-Belleville viene aggregato a Les Belleville.
Il capoluogo è la località di Saint-Martin-de-Belleville.